# دعنا لا (قصة)
دعنا لا تم نشر قصة دعنا لا لأول مرة في مجلة جامعة بوسطن للدراسات العليا في ديسمبر 1954م، وهي قصة قصيرة من الخيال العلمي للكاتب إسحاق أسيموف.وقد كتب بدون مقابل كخدمة لتلك المجلة، وظهر لاحقًا في مجموعة تُدعى «اشتر كوكب المشتري وقصص أخرى» لعام 1975م.

## ملخص القصة
عالمان لجئا إلى تحت سطح كوكب المريخ مع مئات آخرين، ويناقشان كيف كانت الأرض قبل أن تدمرها الحرب النووية، ويأملون في إعادة تأسيس تعليمهم حتى يجعلون الأرض صالحةً للعيش.

## روابط خارجية
- ُدعنا لا عنوان مُدرج في قاعدة بيانات الخيال التأملي على الإنترنت